# Get Ur Freak On
Singles de Missy « Misdemeanor » Elliott
Is That Your Chick
(2000) Lick Shots
(2001)
Clip vidéo
[vidéo] « Get Ur Freak On », sur YouTube
Get Ur Freak On est une chanson de la rappeuse américaine Missy « Misdemeanor » Elliott extraite de son troisième album studio Miss E... So Addictive, sorti aux États-Unis le 15 mars 2001.
Le 6 mars 2001, peu de temps avant la sortie de l'album, la chanson a été publiée en single. Elle a atteint la 7e place du Hot 100 du magazine musical américain Billboard (pour la semaine du 30 juin), passant en tout 25 semaines dans le chart,,. Pour la 44e cérémonie des Grammy Awards, Get Ur Freak On est nommée dans les catégories meilleure chanson R&B et meilleure prestation rap en solo.
En 2010, le magazine américain Rolling Stone a classé cette chanson 466e dans sa liste des « 500 plus grandes chansons de tous les temps », puis en 8e position dans la nouvelle liste publiée en 2021. Elle est également incluse dans la sélection des 660 « chansons qui ont façonné le rock 'n' roll » du Rock and Roll Hall of Fame.

## Composition
La chanson a été écrite par Missy Elliott et Timbaland et produite par Timbaland.
Elle a été reprise par Mark Oliver Everett du groupe Eels dans l'album Meet the Eels sorti en 2008.